# Kad zaspu anđeli
"Kad zaspu anđeli" ("Quando os anjos caem no sono"), também conhecida por "Ostani", por repetir diversas vezes essa palavra ("Fica")foi a canção que representou a Croácia no Festival Eurovisão da Canção 2000 que teve lugar em Estocolmo.
A referida canção foi interpretada em croata por Goran Karan. Karan pretendia cantar em inglês na Eurovisão, mas o público croata recusou essa pretensão numa votação pública. Também no ano anterior isso acontecera, Doris fora obrigada a cantar em croata a sua canção Marija Magdalena e não em inglês, como ela desejava. Na noite do festival, Karan foi o décimo-sétimo a cantar, a seguir à canção da Suíça "La vita cos'è?", cantada por Jane Bogaert e antes da canção da Suécia " When Spirits Are Calling My Name, interpretada por Roger Pontare. A canção croata terminou a competição em nono lugar, tendo recebido um total de 70 pontos. No ano seguinte, em 2001, a Croácia foi representada po Vanna que cantou "Strings of My Heart".

## Autores
- Letristas:Zdenko Runjić,Neno Ninčević,Nikša Bratoš
- Compositores:Zdenko Runjić,Neno Ninčević,Nikša Bratoš

## Letra
A canção é uma balada, com Karan apelando à sua amante para ficar com ele, mesmo "quando os anjos caem no sono". Goran apareceu vestido com um fato/terno preto. Ele estava acompanhado por um guitarrista do sexo masculino, dois backing vocals femininos em vestidos de cinzento/cinza, e uma mulher completamente oculta por um véu negro. Durante o primeiro verso e refrão, ela simplesmente estava perto da parte de trás do palco, mas durante o segundo refrão, ela apresentou uma dança, ainda escondido pelo véu. No final da canção, ela retirou o véu, para revelar um vestido azul claro.

## Outras versões
Karan lançou uma versão em inglês desta canção, intitulada "Stay with me"